# Лукреция Борджиа (фильм, 1912)
«Лукреция Борджиа» (итал. Lucrezia Borgia) — итальянский немой исторический художественный фильм 1912 года, снятый режиссёрам Марио Казерини и Джероламо Ло Савио.
Автор сценария — Уго Фалена.
Премьера фильма состоялась 16 мая 1912 года.

## Сюжет
Драма любви и ненависти.
Фильм повествует о незаконной дочери папы римского Александра VI и его любовницы Ваноццы деи Каттанеи, представительнице знатного средневекового рода Борджиа. О её многочисленных и несчастливых замужествах до принудительного монашества. Лукреция заставила забыть о своём незаконном происхождении, двух неудачных браках и бурном прошлом. Благодаря своей красоте и интеллекту, она завоевала авторитет и признание населения Феррары.

## В ролях
- Франческа Бертини — Лукреция Борджиа
- Густаво Серена
- Мария Казерини
- Мария Якобини
- Виттория Лепанто
- Акилле Витти
- Джованни Пеззинга — Чезаре Борджиа